# Cucufato
Cucufato o Cucufate (en latín Cucuphas) es un santo cristiano que predicó por la península ibérica alrededor del siglo III.
Nacido en Escilio (provincia romana de Cartago) en el año 270, predicó el cristianismo por la península ibérica, entre otras en la ciudad de Ampurias, hasta que la autoridad romana le condenó a la muerte.
La leyenda dice que primero le abrieron el vientre y le sacaron las tripas, pero que él se las metió de nuevo dentro del abdomen que se cosió con un cordón. Luego el emperador Galerio lo condenó a la hoguera, pero el soplo de Dios apagó las llamas. Después lo encerraron en un calabozo, pero los carceleros se convirtieron al cristianismo. Finalmente, la leyenda dice que Dios permitió a San Cucufato —cuyo deseo era acceder al cielo por la vía del martirio— que lo degollasen.
En su nombre se han bautizado la localidad de San Cugat del Vallés (provincia de Barcelona, Cataluña, España) y el monasterio homónimo de la mencionada localidad.
La diócesis de Gerona tiene varias iglesias parroquiales dedicadas a él.
Hubo alguna preocupación entre los devotos catalanes del santo cuando se pensó en 2001 que el nombre de San Cucufato había sido eliminado de la última versión del Martirologio Romano. Sin embargo, el santo había sido incluido, con su nombre latino de "Cucuphas" en lugar de "Cugat" o "Cucufato". En el martirologio, fue descrito como un "mártir de la persecución de Diocleciano, asesinado con una espada. Siglo IV, africano".
Las santas Juliana y Semproniana todavía son veneradas en Mataró el 27 de julio. Aparecen con Cucufato en la fachada de la Basílica de Santa María de Mataró.
En la tradición más folclórica, se le reza al perder algún objeto, mientras se hacen nudos en un pañuelo:
«San Cucufato, San Cucufato, los cojones te ato, y hasta que no encuentres [mi objeto perdido] Cucufato, no te los desato».